# Enric Saborit
Enric Saborit Teixidor (Barcelona, España, 27 de abril de 1992) es un futbolista español que juega de defensa.

## Trayectoria
Creció en la ciudad barcelonesa de Mataró, de donde es natural. Empezó a formarse como futbolista en la cantera del R. C. D. Espanyol. Llegó a la cantera del Athletic Club, en 2008, para unirse al equipo juvenil. Este fichaje fue posible debido a que su madre residía en Vitoria desde hacía dos años y se iba a trasladar, a vivir con ella, al acabar el curso escolar. Tras pasar dos temporadas en los juveniles y otras tres en el Bilbao Athletic, fue ascendido al primer equipo rojiblanco en 2013, lo que provocó la salida de otro lateral izquierdo como Jon Aurtenetxe.
Ernesto Valverde le hizo debutar en Primera División el 23 de agosto de 2013, como titular, en un partido frente a Osasuna disputado como local en Anoeta. El resultado fue 2-0 para el Athletic. Enric estuvo a la sombra de Balenziaga toda la temporada, y sólo jugó 200 minutos en toda la temporada, por lo que en 2014 se fue cedido al R. C. D. Mallorca. Su temporada no fue positiva, pero debido al ascenso del Bilbao Athletic a Segunda División, se le amplió el contrato por una temporada para regresar al segundo equipo rojiblanco. Su buena temporada en el conjunto filial, donde actuó en varias posiciones, le permitió volver al equipo de Ernesto Valverde para la campaña 2016-17.Terminó su etapa en el Bilbao Athletic superando ampliamente los 100 partidos –115 en total–. Además, en la temporada 2015-16 jugó un partido intrascendente de Liga Europa ante el AZ Alkmaar.
El 8 de diciembre de 2016, en el partido de Liga Europa que les enfrentaba al Rapid Viena, marcó su primer gol como jugador del Athletic Club. Se convirtió en el tercer jugador catalán en marcar un gol con el Athletic, tras Merodio y Macala. El 11 de enero de 2017 marcó el gol que forzaba, momentáneamente, la prórroga (2-1) ante el F. C. Barcelona, en el partido de vuelta de octavos de final de Copa al realizar un remate de cabeza, a centro de Gorka Elustondo. En la temporada 2017-18, debido a los problemas físicos de Balenziaga, fue titular durante buena parte de la temporada. El 14 de enero de 2018 logró su primera asistencia en Liga en el RCDE Stadium. El 22 de febrero dio su primera asistencia en Liga Europa, en el partido de vuelta de dieciseisavos de final ante el Spartak Moscú.
El 26 de junio se incorporó libre al Maccabi Tel Aviv, después de que el club rojiblanco no le hiciera oferta de renovación. El 12 de julio debutó como titular en un partido de Liga Europa con el conjunto israelí ante el Ferencváros húngaro (1-1). El 20 de octubre logró su primer tanto en el club israelí en la victoria por 4 a 0 ante el Hapoel Hadera. En total logró catorce tantos en los seis años que estuvo, en los que jugó cerca de 250 partidos, y ayudó al club a ganar nueve títulos.
El 30 de julio de 2024 firmó con el Gaziantep F. K. turco por una temporada.El 6 de marzo de 2025 fichó por el Deportes Iquique chileno. El 18 de junio del mismo año se anunció la recisión de su contrato.

## Selección nacional
Fue internacional en algunas de las categorías inferiores de la selección española. En abril de 2009 fue convocado para disputar el Europeo sub-17 de 2009.También fue internacional sub-19, en dos ocasiones, en agosto de 2010.

## Clubes
- Actualizado el 25 de mayo de 2024.

| Club                       | País    | Liga                      | Año       | Partidos | Goles |
| -------------------------- | ------- | ------------------------- | --------- | -------- | ----- |
| R. C. D. Espanyol Cadete   | España  |                           | 2007-2008 |          |       |
| Athletic Club Juvenil A    | España  | División de Honor Juvenil | 2008-2010 | 72       | 10    |
| C. D. Baskonia             | España  | Tercera División          | 2010      | 4        | 0     |
| Bilbao Athletic            | España  | Segunda División B        | 2010-2013 | 89       | 6     |
| Athletic Club              | España  | Primera División          | 2013-2018 | 43       | 2     |
| R. C. D. Mallorca (cedido) | España  | Segunda División          | 2014-2015 | 17       | 0     |
| Bilbao Athletic            | España  | Segunda División          | 2015-2016 | 26       | 0     |
| Maccabi Tel Aviv F. C.     | Israel  | Ligat ha'Al               | 2018-2024 | 249      | 14    |
| Gaziantep F. K.            | Turquía | Superliga de Turquía      | 2024-2025 | 10       | 1     |
| Deportes Iquique           | Chile   | Primera División de Chile | 2025      | 8        | 2     |

## Palmarés

### Campeonatos juveniles
| Título               | Club                  | País   | Año  |
| -------------------- | --------------------- | ------ | ---- |
| Copa del Rey Juvenil | Athletic Club Juvenil | España | 2010 |

### Campeonatos nacionales
| Título              | Club                   | País   | Año  |
| ------------------- | ---------------------- | ------ | ---- |
| Copa Toto Al        | Maccabi Tel Aviv F. C. | Israel | 2019 |
| Ligat ha'Al         | Maccabi Tel Aviv F. C. | Israel | 2019 |
| Supercopa de Israel | Maccabi Tel Aviv F. C. | Israel | 2019 |
| Ligat ha'Al         | Maccabi Tel Aviv F. C. | Israel | 2020 |
| Supercopa de Israel | Maccabi Tel Aviv F. C. | Israel | 2020 |
| Copa Toto Al        | Maccabi Tel Aviv F. C. | Israel | 2021 |
| Copa de Israel      | Maccabi Tel Aviv F. C. | Israel | 2021 |
| Copa Toto Al        | Maccabi Tel Aviv F. C. | Israel | 2024 |
| Ligat ha'Al         | Maccabi Tel Aviv F. C. | Israel | 2024 |